# Walter Forde
Walter Forde (21 de abril de 1898 – 7 de enero de 1984) fue un director, actor y guionista cinematográfico inglés.

## Biografía
Su verdadero nombre era Thomas Seymour Woolford, y nació en Lambeth, Londres (Inglaterra). Inició su carrera artística como artista de variedades, actuando en escenarios del norte de Inglaterra. Se inició en el cine en 1920 trabajando como actor y guionista en diferentes cortos cómicos mudos. A principios de esa década, Forde pasó un tiempo en Hollywood, pero su carrera no recibió un impulso decisivo, por lo que decidió volver a Inglaterra en 1925. A partir de 1928 trabajó como director para los Nettlefold Studios, dirigiendo más adelante para Gainsborough Pictures. En su carrera como director y guionista, Forde abordó principalmente el género de la comedia, aunque también rodó algunos dramas y películas de suspense y misterio. 
En 1947 dirigió Master of Bankdam, film protagonizado por Anne Crawford, Dennis Price y Linden Travers, y que era una adaptación a la pantalla de la novela de Thomas Armstrong The Crowthers of Bankdam. Forde dirigió su último film en 1949, la opulenta comedia Cardboard Cavalier, protagonizada por Sid Field y Margaret Lockwood.
A lo largo de su carrera, Forde dirigió más de 50 películas, escribiendo el guion de una veintena y participando como actor de reparto en algo más de 20 producciones
Walter Forde falleció en 1984 en Los Ángeles, California, a los 87 años de edad.

## Filmografía

### Cine mudo
- The Wanderer
- The Handyman (1920)
- Never Say Die (1920)
- Fishing for Trouble (1920)
- Walter's Winning Ways (1921)
- Walter Finds a Father (1921)
- Walter Wins a Wager (1922)
- Walter's Trying Frolics (1922)
- Walter Makes a Movie (1922)
- Walter Wants Work (1922)
- A Radio Romeo (1923)
- Good Deeds (1923)
- Walter the Sleuth (1926)
- Walter's Worries (1926)
- Walter's Paying Policy (1926)
- Walter the Prodigal (1926)
- Walter Tells the Tale (1926)
- Walter's Day Out (1926)
- Wait and See (1929)
- What Next? (1928)
- The Silent House (1929)
- Would You Believe It? (1929)
- Red Pearls (1930)

### Cine sonoro
- Bed and Breakfast (1930)
- You'd Be Surprised! (1930)
- Third Time Lucky (1931)
- The Ringer (1931)
- Splinters in the Navy (1931)
- The Ghost Train (1931)
- Jack's the Boy (1932)
- Rome Express (1932)
- Orders Is Orders (1933)
- Jack Ahoy (1934)
- Chu Chin Chow (1934)
- Bulldog Jack (1935)
- Forever England (1935)
- King of the Damned (1935)
- Land Without Music (1936)
- Kicking the Moon Around (1938)
- The Gaunt Stranger (1938)
- Happy Families (1939)
- Let's Be Famous (1939)
- The Four Just Men (1939)
- Cheer Boys Cheer (1939)
- Inspector Hornleigh on Holiday (1939)
- Sailors Three (1940)
- The Ghost Train (1941)
- The Peterville Diamond (1942)
- It's That Man Again (1943)
- Time Flies (1944)
- One Exciting Night (1946)
- Master of Bankdam (1947)
- Cardboard Cavalier (1949)